# Iglenik
Iglenik – wieś w Słowenii, w gminie miejskiej Novo mesto. W 2018 roku liczyła 34 mieszkańców. 